# Márton Áron Főgimnázium
A Márton Áron Főgimnázium (korábban: Csíksomlyói Római Katolikus Gimnázium) Csíkszereda legimpozánsabb épülete, a Szék útja és a hajdani Rákóczi utca (ma Márton Áron utca) találkozásának közelében található, szecessziós stílusban épült 1909 és 1911 között.

## Története
A mai iskola elődje a 17. század közepe táján a ferences szerzetesek által alapított Csíksomlyói Római Katolikus Gimnázium. A csíksomlyói iskolai oktatás kezdeteit újabban a kutatók közvetett bizonyítékok alapján a 16. század végére teszik, a 17. század első feléből, 1626-ból már az iskola újjászervezéséről van írásos dokumentum. A gimnázium 1911-ig működött Csíksomlyón.
A 19. század utolsó évtizedeiben Csíkban egyre gyakrabban vitatták a gimnáziumnak Csíksomlyóról Csíkszeredába való költöztetésének kérdését. Az áthelyezést először Kuncz Elek (Kuncz Aladár édesapja) kolozsvári tankerületi főigazgató vetette fel. A költözés támogatói azzal érveltek, hogy Csíksomlyón hiányoznak a korszerű tantermek, egészségügyi feltételek és szertárak, rajzterem és tornaterem. A döntést hosszas vita előzte meg, a csíkiak két táborra szakadtak, az ellenzőkre és a támogatókra.
A Csíki Lapok 1896. augusztus 5-i számában az áthelyezés ellenzőinek egyik lelkes híve így érvelt Csíksomlyó mellett: „Érdemes lesz-e Somlyónak kitűnő borvizét, jó levegőjét, közeli erdejét és sétára alkalmas helyeit, a csendes falut Szeredának rossz vizével, a mocsaras vidék levegőjével, a vásári vagy pedig az országúti szekerek okozta zajjal felcserélni? Vagy talán már fiaink egészsége nem ér annyit?”
Az áttelepítés körüli vita évekig zajlott, a küzdelem egyre fokozódott. 1896-ban a megye 100 000 koronát szavazott meg az áttelepítésre, azonban konkrét tárgyalásokra csak 1900-ban került sor, ezeket Majláth Gusztáv Károly, Erdély püspöke vezette. Végül a változást meghozó tárgyalás 1905. április 26-án és 27-én folyt le, melyen a város úgy döntött, hogy a Szék útja és a Rákóczi-út sarkán levő „Nagymart” Barancs-dűlőjének 10 holdnyi területét vásárolja meg és adja át építés céljára.
A kor elvárásainak megfelelő iskolaépület első tervvázlatának és költségvetésének elkészítésére Alpár Ignác műépítészt kérték fel.
Az építéssel kapcsolatos kiadásokra vonatkozó tárgyalások csak az 1907. május 25-i megyei közgyűlésen jutottak határozati formába.
A végső terveket Pápai Sándor műszaki tanácsos és mérnök készítette el, melyeknek tervezett költségvetése meghaladta a 850 000 koronát, míg a státusnak csak az államtól és a megyétől megszavazott 380 000 korona állt rendelkezésre. A hiányzó összeget szintén állami és megyei támogatásból valamint a csíksomlyói volt iskolaépület árából fedezték.
1909. március 22-én megtartották a hatósági szemlét, 29-én pedig megtörtént az első kapavágás.
A munkálatok olyan ütemben haladtak, hogy 1909. május 27-én sor kerülhetett az ünnepélyes alapkőletételre, melyen a megye és a város tisztikara, az építő bizottság tagjai, nagyszámú érdeklődő közönség, az ifjúság és a munkások vettek részt. Az alapkőbe, melyet a gimnázium főbejáratától 7 méternyire az első kiszögellés sarkánál helyeztek el, a gimnázium négy értesítőjét (évkönyvét), a püspök által aláírt ünnepi beszédet, és pénzérmeket helyeztek el.
1911. június 5-én gróf Majláth Gusztáv Károly, Erdély püspöke szentelte fel a gimnázium új épületét, nagy avatóünnepség keretében.
A főgimnáziumhoz szimmetrikusan két szárny épült, a jobb szárnyban a szeminárium, a bal szárnyban pedig az internátus kapott helyet. Az új iskola bentlakása 12 hálószobával, 8 tanulószobával, zeneteremmel, klubhelyiséggel, ruhatárral, 6 mosdóval, zuhannyal, kádfürdővel, ebédlőteremmel, a bentlakásra felügyelő tanárok lakásaival és betegszobával is rendelkezett.
A teraszozási munkálatok elvégzése, az előtér fásítása, az építkezés nyomainak eltüntetése után kellemes környezetben, kényelmes körülmények között zajlott az oktatás.
Az első világháború kitörése azonban alaposan megbolygatta a hagyományos életrendet. Több tanárnak és sok tanulónak hadba kellett vonulnia. 1914-1916 között az épület egy részét lefoglalták és katonai kórházzá alakították, az 1916-1917-es tanévben a tanítás szünetelt. A háborút követő évek megpróbáltatásainak ellenére az intézet megszakítás nélkül betöltötte hivatását.
Az első világháború után az épületbe költözött az elemi iskola, 1923-31, illetve 1941-42 között a tanítóképző is.
A tanítóképző elköltözése után, mely a bal szárnyat, az internátus helyét foglalta el, az internátust és a szemináriumot összevonták, és egy egységes bentlakást alakítottak ki a két szárnyban, mely azonban az iskolától továbbra is függetlenül, külön igazgatóság felügyelete alatt működött.
A gimnázium 1931-ben kiadott tájékoztatójában a következő leírás szerepel:
„A főgimnázium középső részét díszes kápolna foglalja el, háttérben pedig, de az épülettel összeforrva épült fel a tornaterem, mely állandó színpadával egyúttal dísztermül is szolgál. (…) A főgimnáziummal kapcsolatos nevelőintézet mintegy 200 bentlakó növendék befogadására alkalmas, felszerelése is teljesen modern. A II. emeleten vannak elhelyezve (…) a hálószobák. (…) Külön mosdóhelyiségekben Fayance mosdókkal felszerelve végzik a növendékek a mosdást. Az I. emeleten vannak a tanulószobák, külön téli kápolna, modernül felszerelt játékterem és társalgó. A földszinten a 200 növendéket befogadó ebédlő foglal helyet, míg a souterrainban nyert elhelyezést a hideg és meleg fürdő, ahol kádak, nagy medence, hideg és meleg zuhanyok állnak a növendékek rendelkezésére. Az egész intézetnek saját vízvezetéke van.”
A második világháború alatt a hadsereg ismét kórháznak és irodahelyiségeknek foglalta le az épületet. A bentlakó tanulók számára a tornatermet és a rajztermet rendezték be hálónak.
Az 1943-1944-es tanév csak novemberben kezdődött és április 1-jén már be is fejeződött. Az átvonuló front az épületben található felszerelésekben is hatalmas veszteségeket okozott.
Mind az iskolát, mind pedig a bentlakást az 1948-as tanügyi reformig nagyrészt alapítványi támogatásból tartották fenn.
Az 1948-as év a csíkszeredai római katolikus főgimnázium életében is gyökeres fordulatot jelentett, a romániai tanügyi reform életbe léptetésével az ország valamennyi iskolája állami tulajdonba és állami irányítás alá került.
Három és fél évszázad után a csíkszeredai főgimnázium is állami iskolává vált, az első intézkedés az iskola kápolnájának felszámolása és díszteremmé alakítása volt. A kápolna három óriási méretű vitrail-át - amelyek Szent Istvánt, Szent Imrét és a Magyarok Nagyasszonyát ábrázolták - eltávolították. A főbejárat előterében és a bentlakás bejáratánál található márványtáblákat, amelyekre az építtetők nevei és az építés ideje volt bevésve, eltávolították, Majláth Gusztáv Károly római katolikus püspök mellszobrával együtt.
Az iskola híres könyvtárát kiselejtezték, a könyveket, folyóiratokat vagy zárolták, vagy megsemmisítették. Az iskolában működő egyesületeket, a Mária Kongregációt és a cserkészcsapatot betiltották.
1948 után az iskola különböző neveket viselt: Magyar Vegyes Líceum, Vegyes Gimnázium, Csíkszeredai Középiskola, Reál-Humán Líceum, Matematika Fizika Líceum.
Az 1960-1961-es tanévtől kezdődően az iskolában román nyelvű tagozatot létesítettek, a csíkszeredai 1-es számú román tannyelvű általános iskola és a líceum egyesítésével.
Az 1989-1990-es tanévben kezdődhetett újabb fejezet az iskola életében, az 1989 decemberében bekövetkezett változások után.

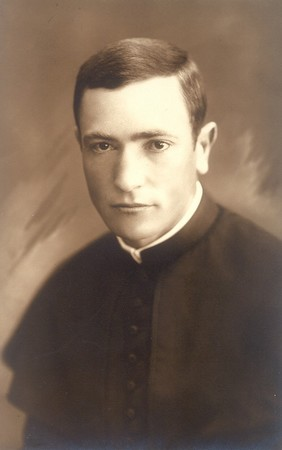
Márton Áron fiatalkori arcképe. 1919 áprilisában részt vett a székely hadosztály tiszai hadműveleteiben, amiért hadifogolyként rövid időre a brassói Fellegvárba zárták. 1920. október 11-én, jelentkezett a Gyulafehérvári Papneveldébe

Az egykori katolikus gimnázium épületében ma két oktatási intézmény is működik:
Csíkszereda állami működtetésű középiskolája a Márton Áron Főgimnázium.
1990. május 25-én került sor az iskola névadó ünnepségére, Csíkszereda legjelentősebb magyar tannyelvű középiskolája egykori diákja, Márton Áron püspök nevét vette fel.
1992-től kezdve, a régi hagyományt felújítva - az iskola minden évben megjelenteti az előző tanévre vonatkozó Évkönyvét. Az utóbbi évek iskolatörténetének legfontosabb forrásai az Évkönyvek.
1991 óta ebben az épületben kapott helyet a Segítő Mária Római Katolikus Gimnázium, amely a főgimnázium 1940-44 közötti megnevezését vette fel.
A gimnázium napjainkban is Csíkszereda és Csík egyik legszebb épülete, megjelenésében érvényesülnek a 19-20. század fordulóján hódító szecesszió gazdag magyaros majolikaelemei.
A gimnázium kápolnája 2008-ban visszanyerte patinája egy részét azáltal, hogy elkészültek új festett üvegablakai. A régi vitrailok töredékei, valamint a hajdani diákok visszaemlékezései alapján Nagy Ödön és Vorzsák Gyula művészek készítették el az új vitrailokat, amelyeknek magassága 3,25, illetve 2,80 méter. Az alkotók teljesen új vitrailt készítettek, amely színvilágában újszerű, a monumentalitásra törekszik.
A három nagyméretű ablak önállóan is egy-egy jelenetet ábrázol, ugyanakkor összeköti őket a középsőn megjelenő, Máriát körülvevő fénysugár. A Márton Áron Gimnázium főbejárata feletti középső üvegablak Máriát ábrázolja, karján Jézussal. Jobboldalt a koronát Máriának felajánló Szent István alakja, míg a bal oldali ablakon Szent Imre, a liliomos herceg látható.
2015-2016-os tanévben a neve átmódosult Márton Áron Gimnázium névről Márton Áron Főgimnázium névre.

## Szobrok, emléktáblák
A gimnázium épülete előtt 1997. május 31-én bensőséges ünnepély keretében leplezték le a névadó Márton Áron püspök (1896-1980) mellszobrát. Az iskola egykori diákjának, dr. Gaál Zakariásnak köszönhető a szobor felállítása, aki önzetlenül állta a költségeket.
1999. június 24-én gróf Majláth Gusztáv Károly erdélyi püspöknek (1864-1940), az iskola építtetőjének, jótevőjének mellszobrát avatták fel (az egykori tanítvány, Ambrus Zoltán költségén).
Mindkét szobor Bodó Levente szentegyházi szobrászművész alkotása.
Az iskola előcsarnokában tíz márványtábla hirdeti a hajdani jeles tanárok és tanítványok emlékezetét.
1990. május 25-én, a névadó ünnepség alkalmával emléktáblát avattak Márton Áron és Majláth Gusztáv Károly püspökök, Gábor Áron (1814-1849) 1848-as hős, ágyúöntő, Kájoni János (1629-1687) ferencrendi szerzetes, polihisztor emlékére.
További emléktáblákat avattak ünnepi megemlékezések vagy tudományos ülésszakok keretében:
- 1993. március 4. Domokos Pál Péter (1901–1992) néprajztudós emlékére;
- 1993. november 4. Venczel József (1913–1972) szociológus emlékére;
- 1994. május 6. Ábrahám Ambrus (1893–1989) biológus, akadémikus emlékére;
- 1995. március 17. Pataki József (1908–1993) történész emlékére;
- 1997. február 27. Szentkatolnai Bálint Gábor (1844–1913) nyelvész emlékére;
- 1999. április 30. Szőkefalvi Nagy Gyula (1887–1954) matematikus emlékére.[5]

## Az intézmény igazgatói
1851-1911 között:
1911-től:
- 1911-1926 Kassai Lajos
- 1926-1928 Dr. Jénáki Ferenc
- 1928-1941 Papp János
- 1941 Albert Vilmos
- 1941-1944 Dr. Pataki József
- 1944-1945 Borcsa Gergely
- 1945-1948 Papp János
- 1948-1950 Karácsony Zakariás
- 1950-1953 Kovács Irma
- 1953-1957 Perjesi Gyula
- 1957-1959 Bereck Lajos
- 1959-1966 Kristó András
- 1966-1979 Eigel Ernő
- 1979-1986 Pethő Ilona
- 1986 Gaál László
- 1987-1990 Csiszér Lajos
- 1990-1994 Eigel Ernő
- 1994-2000 Lászlófy Pál
- 2000-2023 Varga László
- 2023-tól Dr. Markó Ilona

## Híres diákjai
A Márton Áron Főgimnázium és jogelőd iskoláinak híres diákjai:
- Márton Áron gyulafehérvári püspök.
- Barabási Albert László fizikus, egyetemi tanár.
- Fodor Sándor író, műfordító.
- Venczel József társadalomkutató, egyetemi tanár, közíró.
- Bálint Lajos gyulafehérvári érsek.
- Kristó András geológus, tanár, földrajzi szakíró, gimnáziumi igazgató.
- Pál László matematikus.
- Borboly Csaba politikus, közéleti személyiség.
- Korodi Attila politikus, közéleti személyiség.
- Ráduly Róbert Kálmán mérnök, közgazdász, politikus, Csíkszereda volt polgármestere.
- Salamon Júlia matematikus, egyetemi tanár.
- Hankó János grafikus.
- Kozán Imre agrármérnök, mezőgazdasági szakíró.
- Léstyán Ferenc katolikus pap, egyházi író, egyháztörténész.
- Szopos Sándor festőművész, grafikus.

- Orbán István tisztviselő, '56-os kivégzett romániai forradalmár.
- Buzás Gerő katolikus pap, író.
- Veégh Sándor irodalomtörténész, bibliográfus, egyetemi oktató.
- Minier Albert jogász, közgazdász, újságíró.
- Élthes Gyula szerkesztő, jogtudományi szakíró, egyetemi tanár.
- Szántó Árpád fizikus, fizikai szakíró, egyetemi oktató.
- Száva János Zoltán orvos, orvosi szakíró, egyetemi tanár.
- Kajtsa Ferenc költő.
- Szabó Dömjén katolikus egyházi író.
- Vitos Levente fizikus, kutató.

## A tanulók díjazása
A ballagási ünnepségeken az egyes tantárgyakból a négy középiskolai év alatt legjobban teljesítő végzős diákok különböző díjakban részesülnek. Ezek az iskolához kötődő magánszemélyek által létrehozott alapítványi díjak:
- Dr. Dajbukát Gergely-emlékdíj (magyar irodalom)
- Szabó Judit-emlékdíj (kémia)
- Erdélyi Márta-emlékdíj (biológia)
- Barabási Albert László-díj (fizika)
- Bálint Gábor-díj (társadalomtudományok)
- Csiszér Lajos-díj (természettudományok)
- Csiszér Adél-emlékdíj (nyelvek)
- Ujfalusi-díj (fizika/számítástechnika)
- Pro Informatika-díj (informatika) - alapítója dr. Gál Zoltán
- Pietas et Literae-díj (keresztény hit és profán tudományok párbeszédéért) a csíkszeredai Piarista Tanulmányi Ház részéről
- Nagy Rezső-emlékdíj (sport)
- Dr. Gaál Zakariás-emlékdíj (matematika/informatika)
- egyéb, más személyek és intézmények részéről kiosztott díjak

A tanévzáró ünnepségeken a nem végzős diákok számára három díj van fenntartva:
- Boga Lajos-emlékdíj (földrajz és biológia)
- Boga László-emlékdíj (zene és képzőművészet)
- Eigel Ernő-díj (matematika)

## Külső hivatkozások
- A Márton Áron Gimnázium weboldala